# Боба
Боба је унискес словенско име. Према једном тумачењу, женско име Боба је изведено од имена Богдана, а мушко име се користи у Русији и изведено је од Борислав. Према другом тумачењу, ово име је изведено од имена Бобан.